# Mikołaj Rouget
Mikołaj Rouget (ur. 25 marca 1782 w Warszawie, zm. 24 maja 1847 tamże) – polski pułkownik wojsk Księstwa Warszawskiego i Królestwa Polskiego, topograf, architekt, autor książek z dziedziny budownictwa, malarz, litograf.

## Życiorys
Urodził się w Warszawie 25 marca 1782 w rodzinie Mikołaja i jego żony Magdaleny z d. Kankfus. Ojciec jego miał pochodzenie francuskie i prowadził w Warszawie pensję dla chłopców. Początkowe nauki pobierał prywatnie. Kształcił się w prywatnie w szkole malarsko-rysunkowej Mikołaja Kajsera oraz u miniaturzysty Karola Bechona.
W 1806 wstąpił do armii francuskiej i w kampanii 1806/07 w stopniu porucznika był w sztabie marszałka Murata i brał udział w bitwie pod Pułtuskiem. W 1807 awansował do stopnia kapitana i wstąpił do korpusu inżynierów wojsk Księstwa Warszawskiego i przydzielony był do Legii gen. Zajączka. W kwietniu 1809 został mianowany poddyrektorem w korpusie inżynierów i komendantem Szkoły Aplikacyjnej Artylerii i Inżynierów.
W 1812 kierował przebudową zamku biskupiego w Opatówku według własnego projektu na siedzibę dla generała Zajączka oraz został odznaczony Złotym Krzyżem Orderu Virtuti Militari. W 1813 wraz z wycofującymi się wojskami Wielkiej Armii przedostał się do Niemiec i objął stanowisko komendanta inżynierów w Magdeburgu biorąc udział w jego obronie w czasie oblężenie w 1813–1814.
W 1815 powrócił do kraju, w styczniu otrzymał awans do stopnia majora a w czerwcu otrzymał stopień podpułkownika i objął stanowisko szefa Biura Topograficznego. W 1820 z powodu utraty słuchu został przeniesiony do kompanii weteranów i otrzymał awans do stopnia pułkownika. W 1827 został nagrodzony brylantowym pierścieniem a w 1830 otrzymał Znak Honorowy za 20 lat nieskazitelnej służby.
Nie brał udziału w powstaniu listopadowym z powodu podeszłego wieku jak i stanu zdrowia. W 1835 przeszedł na emeryturę. W 1836 otrzymał tytuł szlachecki z herbem Krzyżowiec.
Żonaty był z Józefą Czekajską z którą miał czwórkę dzieci: Józefa, Marią Magdaleną, Mikołaja i Teodor. W ostatnich latach życia utracił również wzrok i był dotknięty paraliżem, zmarł w Warszawie dnia 24 maja 1847 i pochowany został na cmentarzu Powązkowskim (kwatera 9-1-2).

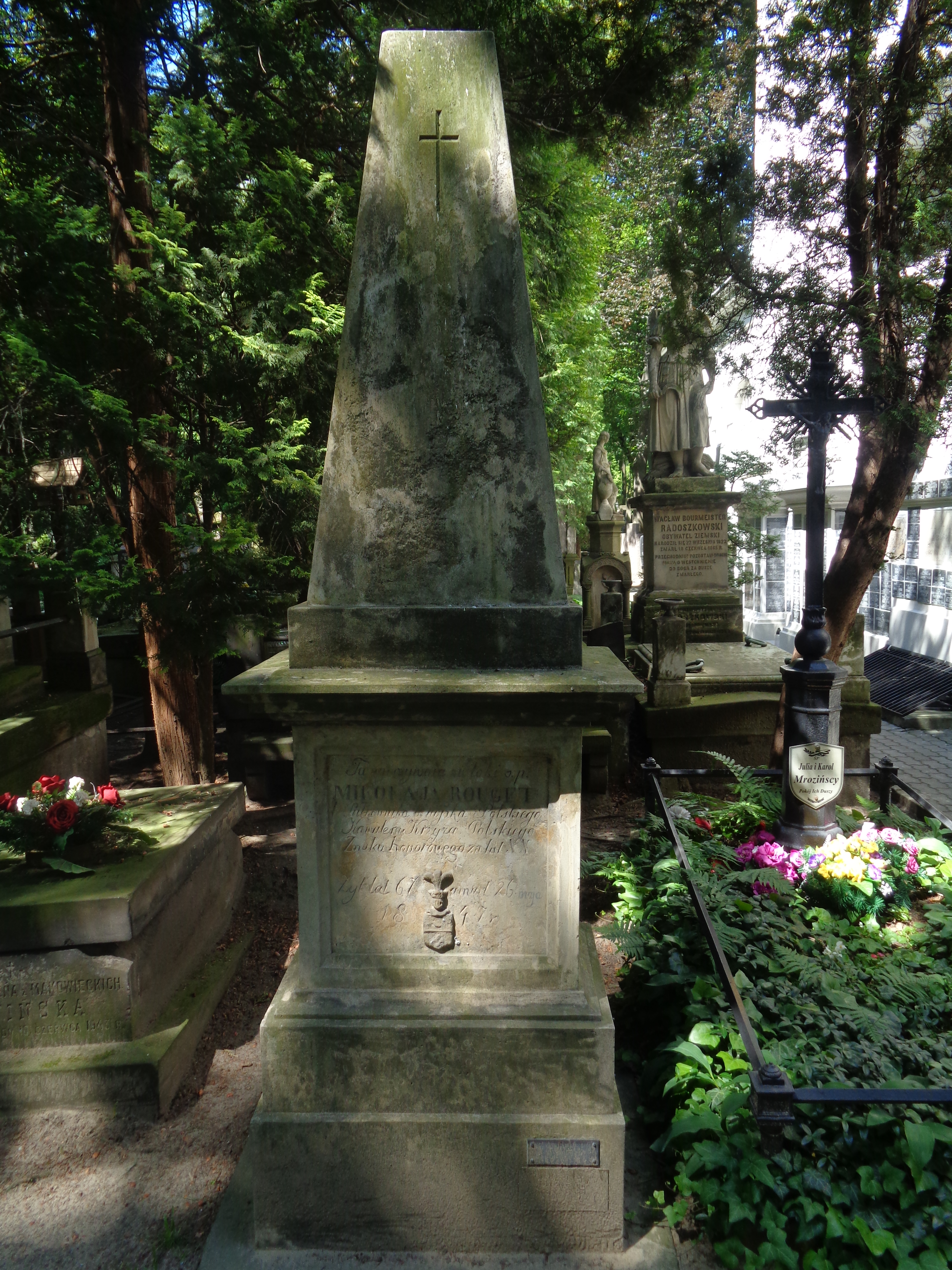
Grób Mikołaja Rougeta na Cmentarzu Powążkowskim

## Twórczość
Był autorem podręczników:
- Dykcyjonarz doręczny dla inżynierów obejmujący wszelkie części fortyfikacyi i innych nauk tejże broni właściwych, ułożony w porządku alfabetycznym słów francuskich, Warszawa 1825,
- Nauka budownictwa praktycznego czyli doręcznik dla budujących, Warszawa 1827,
- Budownictwo wiejskie-czyli doręcznik dla gospodarzy z 12 rycinami, Warszawa 1828,
- Rozprawa pt: Nauka fortyfikacji podziemnej czyli o podkopach.

Zrealizował cykl litografii pokazujących przegląd wojsk Królestwa Polskiego przez księcia Konstantego oraz architekturę Warszawy i widoki Łazienek Królewskich. Wykonywał miniatury oraz pejzaże akwarelą, jak również kopiował dzieła uznanych mistrzów.